# Związek Obrony Górnoślązaków
Związek Obrony Górnoślązaków (ZOG) – organizacja polityczna, działająca w latach 1925–1934 w granicach Polski (na terytorium województwa śląskiego), stająca na stanowisku obrony zapisów Statutu Organicznego Województwa Śląskiego, protestująca przeciwko praktykom dyskryminacji Ślązaków przy obsadzaniu posad urzędowych, domagająca się uznania Ślązaków jako „mniejszości ludowej”, podejrzewana o dążenia do utworzenia niepodległego państwa Górnego Śląska. W polskiej, niemieckiej i czeskiej historiografii ZOG zaliczany jest w poczet śląskich ruchów separatystycznych, rzadziej (tylko przez niektórych autorów polskich) do grona tzw. ruchów ślązakowskich.

## Geneza
Poglądy tej organizacji na temat odrębności etnicznej Górnoślązaków i sugerowanych jej dążeń do niepodległości Śląska nie były niczym nowym. Pojawiły się na Górnym Śląsku na rewolucyjnej fali Wiosny Ludów. Na dawnym Śląsku Austriackim głosił je powstały wiosną 1848 roku Związek Ślązaków Austriackich, a od roku 1909 również Śląska Partia Ludowa (wówczas tylko pogląd odrębności narodowej Górnoślązaków, dążenie do niepodległości dopiero od roku 1918). Na dawnym Śląsku Pruskim do utworzenia Ligi Śląskiej, której działacze „narodowość śląską popierać będą”, nawoływał w roku 1849 malarz i poeta Jan Gajda. Jednak w na Śląsku Pruskim, pomimo tego, że poglądy Gajdy nie były odosobnione organizacja taka jak Związek Górnoślązaków (1919-1924), która stała na stanowisku odrębności narodowej Górnoślązaków i dążyła do niepodległości Górnego Śląska, powstała dopiero 70 lat później.
Jednak geneza samej organizacji związana jest z osobą jej założyciela i prezesa Jana Kustosa – pierwotnie zdeklarowanego polskiego narodowca. W roku 1921 Jan Kustos utworzył Związek Górnoślązaków-Polaków, reprezentujący Górnoślązaków opcji polskiej na terenie Wielkopolski. W Poznaniu wydawał również organ prasowy tej organizacji „Pochodnia”. Na jego łamach życzenia noworoczne dla powstańców złożył działacz Chrześcijańskiego Zjednoczenia Ludowego – Walenty Fojkis – kierownik katowickiej organizacji powiatowej Związku Byłych Powstańców, który cały czas toczył walkę z przybyszami z zagranicy, a na przełomie września i października 1921 roku zażądał usunięcia wszystkich nie-Górnoślązaków z Głównej Komisji Pomocy dla Górnego Śląska, zajmującej się likwidacją skutków III powstania. Na początku roku 1922 Związek Górnoślązaków-Polaków w Poznaniu przestał działać. Jednak jeszcze 29 grudnia 1921 roku ukazało się nadzwyczajne wydanie „Pochodni” wydane już w Katowicach. Od 7 stycznia 1922 roku organ prasowy Kustosa ukazywał się tutaj regularnie pod zmienionym tytułem „Głos Górnego Śląska”, na którego łamach Walenty Fojkis zawiadamiał o zebraniach katowickiego oddziału Związku Byłych Powstańców. Mimo swoich ewidentnie polskich poglądów Jan Kustos był przeciwnikiem zwalczania mniejszości niemieckiej na terenie przyszłego Województwa Śląskiego, uznając, iż tylko porozumienie Polaków z górnośląskimi Niemcami gwarantuje zachowanie polskiej racji stanu. Na łamach jego tygodnika znalazło się również coś, czego nigdy wcześniej na Górnym Śląsku nie było – antysemityzm, który Kustos skopiował od polskich narodowców z Poznańskiego. Natomiast spory napływ do Katowic ludności żydowskiej z sąsiedniego Zagłębia Dąbrowskiego (diametralnie różniącej się od zasymilowanych Żydów górnośląskich) spowodował podatny grunt dla ideologii antysemickiej wśród samych Górnoślązaków.

### Próba zamachu stanu
W lutym 1922 została utworzona Liga Obrony Śląska (Liga zur Verteidigung Schlesiens) dla utworzenia państwa górnośląskiego pomiędzy Warszawą i Berlinem. Dysponowała ona „Głosem Górnego Śląska” i „Wolą Ludu”, jako dwoma organami prasowymi. Na jej czele stali dentysta Jeleń i Jan Kustos. Ostrzegała ona przed „zalewem obcych” z Warszawy, przed zniesieniem autonomii wskutek centralistycznej polityki władz warszawskich i przed zagrażającym chaosem gospodarczym państwa polskiego. Jej zwolennicy rekrutowali się spośród akademików, oficerów, powstańców górnośląskich i wielkich właścicieli ziemskich. Chociaż Liga nigdy nie była zorientowana proniemiecko, to jednak weszła w ostry konflikt z Warszawą, ponieważ przygotowywała antypolskie powstanie z ostatecznym celem w postaci utworzenia wolnego państwa. Zgodnie z relacją „Rzeczpospolitej” zatytułowanej Przygotowania do zamachu na Górnym Śląsku, gdy Janowi Kustosowi nie udało się legalnie dostać do Naczelnej Rady Ludowej Górnego Śląska, postanowił opanować ją siłą. Stanowisko Józefa Rymera miało być przeznaczone mjr. Ludwikowi Hupce, jako śląskiemu dyktatorowi wojskowemu. Lider Związku Dawniejszych Powstańców na rzecz Górnośląskiej Niepodległości (Bund der ehemäligen Insurgenten für oberschlesische Selbständigkeit) – Franciszek Merik miał zapewnić potrzebne oddziały zbrojne. W próbę zamachu miał być zamieszany dr Ptok – były niemiecki komisarz plebiscytowy w powiecie rybnickim, który – według relacji Wyglendy – przyrzekł poparcie niemiecko-górnośląskiego Volksbundu. Po opanowaniu gmachu Naczelnej Rady Ludowej Górnego Śląska zamachowcy mieli wszystkich nie-Górnoślązaków odstawić do granicy i postawić polskie władze przed faktem dokonanym.
Działania Kustosa i Merika miała koordynować, stworzona przez szeroką rzeszę byłych powstańców (m.in. Polski Związek Górnośląskich Autonomistów – Alojzego Pronobisa, katowicki oddział Związku Byłych Powstańców – Walentego Fojkisa) i innych działaczy obozu polskiego, Liga Obrony Górnego Śląska (Liga zum Schutz Oberschlesiens). Jej liderzy powołali do życia własną 40-osobową Radę Ludową, która usiłowała przeforsować nadanie całemu terytorium plebiscytowemu na Górnym Śląsku bardzo szerokiej autonomii politycznej, gospodarczej i kulturowej. Nie determinowała ona przy tym, czy ma się tu urzeczywistnić w ramach związku, z którymś z dwu rywalizujących państw, czy też w formie „autonomii zupełnej” (niepodległość) pod protektoratem aliantów. Wojciech Korfanty natychmiast zlikwidował rozłam w polskim obozie, odcinając Radę Ludową od funduszy oraz wydając wiernemu sobie oddziałowi powstańczemu z Pszczyny rozkaz rozbicia Związku Dawniejszych Powstańców na rzecz Górnośląskiej Niepodległości (Bund der ehemäligen Insurgenten für oberschlesische Selbständigkeit). Dążenia Merika do przewrotu są niewątpliwym faktem, natomiast Jan Kustos i mjr Ludwik Hupka protestowali przeciwko relacji Wyglendy, zaś Volksbund zaproponował skonfrontowanie go z dr. Ptokiem. Związek Dawniejszych Powstańców na rzecz Górnośląskiej Niepodległości (Bund der ehemäligen Insurgenten für oberschlesische Selbständigkeit) skierował do przewodniczącego konferencji pokojowej de Facty pismo protestacyjne przeciwko „polskiej działalności terrorystycznej na Górnym Śląsku”. Natomiast jego lider Franciszek Merik, nie mogąc przeforsować niepodległości, publicznie oświadczył, że „całe byłe terytorium plebiscytowe musi otrzymać pełną autonomię w federacyjnym związku państwowym z Niemcami”. Jan Kustos był pod zarzutem tego zamachu stanu sądzony w roku 1924. Pierwotnie otrzymał wyrok 3 lat więzienia, lecz po miesiącu, wskutek kasacji Sądu Najwyższego, został z więzienia zwolniony.

### Związek Górnoślązaków-Polaków
22 czerwca 1922 roku Wojsko Polskie i Reichswehra objęły podzielone terytorium plebiscytowe. Województwo Śląskie w ramach Rzeczypospolitej Polskiej, zgodnie z zapisami Statutu Organicznego, uchwalonego podczas kampanii plebiscytowej 20 lipca 1920 roku otrzymało szeroką autonomię gospodarczą i fiskalną (Skarb Śląski) oraz ograniczoną (wojewoda z nominacji prezydenta RP) autonomię polityczną z własnym parlamentem (Sejmem Śląskim). O autonomii kulturowej nie było mowy. W 1923 roku literacki język polski stał się oficjalnie jedynym urzędowym w województwie. Kontrowersyjna ustawa językowa, uchwalona przez Sejm Śląski na wniosek posłów Chrześcijańskiego Zjednoczenia Ludowego, łamiąca zasady Statutu Organicznego Województwa Śląskiego, uderzyła w rodowitych Górnoślązaków, mówiących na co dzień po śląsku, znających o wiele lepiej literacką niemczyznę, niż standardowy język polski. Te wydarzenia sprawiły, że Jan Kustos reaktywował w lipcu 1923 roku w Katowicach Związek Górnoślązaków-Polaków. Nazwa tej organizacji nawiązywała do działającego już tylko na terenie niemieckiej Prowincji Górnośląskiej Związku Górnoślązaków-Bund der Oberschlesier, a jednocześnie sugerowała, że jest organizacją Polaków. Jej cele były zupełnie inne, niż organizacji która działała pod tą samą nazwą w Wielkopolsce. Związek Górnoślązaków-Polaków bronił przestrzegania zapisów Statutu Organicznego Województwa Śląskiego i praw rodowitych Górnoślązaków. W jego statucie znalazły się też hasła antysemickie i antyniemieckie, jak również postulat „spolszczenia Górnego Śląska”. Jako członków zwyczajnych przyjmowała Górnoślązaków-Polaków, jako nadzwyczajnych „Polaków z byłej dzielnicy pruskiej”. Polska prasa od początku zarzucała organizacji, że jest finansowana przez mniejszość niemiecką. Początkowo „Głos Górnego Śląska” – organ prasowy ZG-P był drukowany razem z „Gońcem Śląskim” – organem prasowym polskiej Narodowej Demokracji w Województwie Śląskim. Jednak później Jan Kustos był zmuszony przenieść druk do wydawnictwa niemieckich socjalistów „Volkswille”.

## Działalność
W lipcu 1925 roku Jan Kustos postanowił zmienić formułę i nazwę swej organizacji. Wprawdzie nadal określał się mianem Górnoślązaka-Polaka, lecz w przeciwieństwie do stronników Korfantego, definiował swoją polskość, podobnie jak wcześniej Alojzy Pronobis, bardziej w kategoriach językowych, niż narodowych. Przemianował więc swoją organizacje na Związek Obrony Górnoślązaków (ZOG, Verband zum Schutze Oberschlesier), lansując hasło „Górny Śląsk dla Górnoślązaków”, wylansowane wcześniej przez Związek Górnoślązaków-Bund der Oberschlesier. Trudno powiedzieć w jakim stopniu byli członkowie tego ostatniego ugrupowania zasilili teraz ZOG – Kustosa. Wydaje się, że raczej w niewielkim, ograniczonym do części dawnych stronników Napieralskiego, gdyż dotychczasowy polski nacjonalizm lidera Związku Obrony Górnoślązaków był powszechnie znany. Dla nich więc o wiele wiarygodniejsza była Katolicka Partia Ludowa (Katholische Volkspartei) – ks. Thomasa Szczeponika, która także lansowała hasło „Górny Śląsk dla Górnoślązaków”. W programie nowej organizacji nie było już „spolszczania Górnego Śląska” i antysemityzmu. Związek Obrony Górnoślązaków, podobnie jak wcześniej Śląska Partia Ludowa i Związek Górnoślązaków (1919-1924), nie próbował stworzyć odrębnego języka śląskiego, lansując dwujęzyczność Ślązaków. Organ prasowy ZOG miał dodatek w języku niemieckim „Der Pranger”. Nie odcinano się od mowy górnośląskiej zupełnie, w roku 1925 na łamach „Głosu Górnego Śląska” regularnie pojawiały się teksty w wersji górnośląskiej, podpisywane przez „Gustlika z Tarnowskich Gór”.
W „Odezwie do Ludu Śląskiego Związku Obrony Górnoślązaków” można przeczytać: Naród Górnośląski po ukończonej w roku 1918 wojnie światowej zrozumiał, że nadeszła dla niego godzina wolności (…) – połączenia Górnego Śląska z Polską – wyszedł naród śląski naprzeciw wkraczającemu wojsku (…) Z tymże wojskiem wkraczali ludzie dla Polski źli i dobrzy, wśród których to ludzi złych (…) zaliczamy tych, którzy podczas walki z Niemcami wołali: To są bohaterzy śląscy, zaś po takowej – jak obecnie – to zdrajcy, Ślązak to bolszewik, komunista i separatysta.
Związek Obrony Górnoślązaków koncentrował się na sprawie przestrzegania Statutu Organicznego Województwa Śląskiego, podczas gdy Wojciech Korfanty dążył do ograniczenia autonomii, chcąc powoli zupełnie ujednolicić te ziemie z Polską, co podkreślił na forum Sejmu Śląskiego, mówiąc: Autonomię Śląską oskubie się jak kurę, wrzuci się ją do garnka i już więcej nie będzie o niej słychać. Przywódca ZOG – Jan Kustos ostro krytykował Korfantego za posunięcia sprzyjające sprowadzaniu na Górny Śląsk urzędników i nauczycieli spoza województwa. W tej materii Górnoślązacy zyskali zdecydowane poparcie Volksbundu. Związek Obrony Górnoślązaków głosił również kulturową odrębność Górnoślązaków od Polaków, którą porównywał z odrębnością Słowaków od Czechów. Jan Kustos nie eksponował żadnych haseł jawnie separatystycznych, mając w pamięci niedawne oskarżenia o zdradę stanu, oficjalnie mówił więc tylko o autonomii, a w nagłówku „Głosu Górnego Śląska” pozostawił informację, że stoi ono „na gruncie narodowo-polskim”, czym odpierał ataki, że jest to polskojęzyczny organ Volksbundu. Odtąd w tekstach publikowanych na łamach „Głosu Górnego Śląska” wyraźnie zmarginalizowały się treści antysemickie, wypierane przez ataki na czołowe ugrupowania polskie na Górnym Śląsku, tj. chadecję Korfantego, PPS i NPR. Jednocześnie zniknęły także teksty jednoznacznie antyniemieckie.

### Stosunek do mniejszości niemieckiej
„Głos Górnego Śląska” w wielu punktach solidaryzował się z pismem „Oberschlesische Kurier” – organem prasowym Katholische Volkspartei (Katolickiej Partii Ludowej), krytycznie odnosząc się do wywodów „Kattowitzer Zeitung” – organu prasowego Deutsche Partei (Partii Niemieckiej). Równolegle „Głos Górnego Śląska” porównywał polski Związek Obrony Kresów Zachodnich, którego nazwę Niemcy tłumaczyli na Westmarkenverein, z analogicznych pruskim Ostmarkenverein (bardziej znanym jako „Hakata”), wcześniej germanizującym Górny Śląsk. Nawet Chadecja Korfantego oskarżyła Związek Obrony Kresów Zachodnich o szowinizm i zamiar przeorientowania ciał administracyjnych na pozycję wojującej polszczyzny.
Wśród ugrupowań politycznych w Województwie Śląskim, większość poglądów Związku Obrony Górnoślązaków podzielała Katolicka Partia Ludowa (KVP). Jej lider – poseł Thomas Szczeponik w swym przemówieniu na forum Sejmu Śląskiego powiedział: Nie mam tego przekonania, że nowo przybyłe (z Polski) nauczycielstwo wychodzi z założenia, że jest dla (śląskich) dzieci i ich rodziców i że ma się dostosować do potrzeb kraju (Górnego Śląska), a nie że kraj (Górny Śląsk) ma się stosować do jego zapatrywań […] My na Górnym Śląsku potrzebujemy wielu nauczycieli i to nauczycieli górnośląskich. Jeżeli gdziekolwiek jakieś hasło było dobrze stosowane, to tu hasło Górny Śląsk dla Górnoślązaków.
Lider ZOG potępiał posyłanie niemieckojęzycznych dzieci do szkół niemieckich, będąc zdecydowanym propagatorem szkolnictwa utrakwistycznego (polsko-niemieckiego). W reakcji na werbowanie słowiańskich Ślązaków do Volksbundu, na łamach „Głosu Górnego Śląska” Jan Kustos skierował do przywódcy tej organizacji Otto Ulitza następujące słowa: Nie pozwolimy się sprzedać po raz drugi, nie pozwolimy się nazwać polską świnią, jak teraz nazywamy się Schwaben i Germanen. Jednak polska prasa zarzucała mu działalność proniemiecką, a sanacyjna „Polska Zachodnia” nazwała go nawet „niemieckim agentem”.

### Walka z dyskryminacją
Organizacja Jana Kustosa zajęła się teraz obroną średnich warstw górnośląskiej inteligencji, która wykształciła się w państwie niemieckim, a więc w szkołach z niemieckim językiem wykładowym, a teraz nagle, błyskawicznie musiała biegle opanować zupełnie jej obcy literacki język polski, podczas gdy do tej pory posługiwała się na co dzień potocznym językiem śląskim, a dodatkowo urzędowym niemieckim. Jednak władze polskie zamiast zatrudniać Górnoślązaków, częstokroć już sprawdzonych na danym stanowisku przed rokiem 1922, sprowadzały kadrę o identycznych, a nawet niższych kwalifikacjach z ziem polskich, głównie z Galicji (stamtąd pochodziło czterech spośród pięciu międzywojennych wojewodów śląskich). Odmawiający zatrudnienia twierdzili, że Górnoślązacy mieli gorsze kwalifikacje. Skądinąd wiadomo jednak, że owe gorsze kwalifikacje, to tzw. śląski akcent, przy posługiwaniu się polszczyzną, a przede wszystkim brak polskich przekonań politycznych. Faktem jest natomiast, że żadnych kwalifikacji nie miało wielu spośród domagających się stanowisk za zasługi byłych powstańców. Dyskryminacyjną politykę wobec Górnoślązaków piętnowało również ugrupowanie, nieżyjącego wojewody Rymera – Narodowa Partia Robotnicza. Jej poseł w Sejmie Śląskim – Michał Grajek podczas przemówienia parlamentarnego w roku 1925 mówił: Wiemy i jesteśmy przeświadczeni o tym, że w miejscu tych sprowadzonych – nie chcę mówić o wszystkich – 10 względnie 20% zdolniejsi byli Górnoślązacy na te stanowiska, lecz z góry powiedziano, że urzędnik-Górnoślązak jest dobry tylko na woźnego, poza tym nie nadaje się do niczego, bo nie posiada żadnej kwalifikacji. Proszę panów, przy importowaniu urzędników z innych dzielnic osobista znajomość lub pokrewieństwo bardzo wielką odgrywają rolę.
W styczniu 1927 roku Jan Kustos założył również Związek Zawodowy Górnoślązaków. Głównym celem nowo utworzonego związku była obrona miejsc pracy rodowitych Górnoślązaków przed ludnością napływową oraz pomoc w poszukiwaniu zatrudnienia przez zredukowanych za swą śląskość: pracowników wyższego dozoru technicznego i średniego szczebla administracji, nauczycieli, pocztowców, urzędników kolejowych, celników, funkcjonariuszy różnych służb, policjantów itp. I zjazd organizacji związkowej Jana Kustosa odbył się 16 stycznia 1927 roku w Katowicach.

### Rozwój organizacji
Nowa formuła organizacji Jana Kustosa wraz z szyldem Związek Obrony Górnoślązaków publicznie zaistniała po raz pierwszy na wiecu odbytym 1 listopada 1925 roku w Rybniku, zorganizowanym przez liderów koła ZOG w tym mieście(m.in. Rudolf Rembalski, Jan Wichtorowski, Walter Lipka i August Herz), na którym gościli prezes ZOG Jan Kustos i poseł Sejmu Śląskiego – Klemens Borys z ramienia PPS. Kolejny wiec, z udziałem Jana Kustosa i dwóch posłów z ramienia PPS – Klemensa Borysa z Wesołej (dziś dzielnica Mysłowic) i Józefa Wiechuły z Dąbrówki Małej (dziś dzielnica Katowic) odbył się pod przewodnictwem Skrzypca 8 listopada w Żorach. 15 listopada Jan Kustos, Grzybek – prezes okręgu rybnickiego ZOG i Skrzypiec zorganizowali kolejny wiec Związku Obrony Górnoślązaków w Knurowie. Związek Obrony Górnoślązaków przejął dawne niewielkie struktury Związku Górnoślązaków-Polaków. Wiceprezesem ZOG został Mikołaj Woźnikowski z Katowic, publikujący swe teksty na łamach „Głosu Górnego Śląska” pod pseudonimem „Szubrawiec”. Nawet początkowo nieśmiałe odwołanie się do odrębności etnicznej Górnoślązaków od Polaków, przysporzyło ugrupowaniu Jana Kustosa sporej popularności wśród części byłych powstańców. Co kilka dni powstawało nowe koła terenowe ZOG. Jego czołowymi działaczami stali się wcześniej wymienieni dwaj byli czołowi działacze obozu polskiego, ówcześni posłowie Sejmu Śląskiego, którzy opuścili szeregi klubu parlamentarnego Polskiej Partii Socjalistycznej – Klemens Borys (podczas III powstania członek Komitetu Wykonawczego) i Józef Wiechuła (w roku 1921 członek 12-osobowej Naczelnej Rady Ludowej dla Górnego Śląska), po czym zostali usunięci z samej PPS.
Fakt enigmatycznego powoływania się na odrębność „ludową” Ślązaków od Polaków, przywoływaną także przez Katolicką Partię Ludową (KVP) powodowało, że Jan Kustos przez polską prasę był oskarżany o krypto-niemczyznę. Nacjonalistyczne bojówki, przy biernej postawie policji, rozbijały zebrania Związku Obrony Górnoślązaków (m.in. w Chorzowie, Imielinie) i dokonywały napaści na jego działaczy. 21 lutego 1926 roku napadnięto samego Jana Kustosa, zaproszonego na zorganizowany przez byłych „polskich” powstańców śląskich pod hasłem „Śląsk dla Ślązaków!” wiec w Murckach (dziś dzielnica Katowic). By odeprzeć oskarżenia polskiej prasy o niemiecką irredentę (dążenie do powrotu polskiej części Śląska do Niemiec), 700 delegatów Związku Obrony Górnoślązaków, zgromadzonych w Mikołowie uchwaliło następującą rezolucję:
1. My Górnoślązacy-Polacy jako obywatele Rzeczpospolitej Polskiej zorganizowani w ZOG […] domagamy się od rządu ziszczenia nam zagwarantowanych praw w statucie autonomicznym nadanym Województwu Śląskiemu uroczyście przez Sejm Warszawski dnia 15 lipca 1920 roku.
2. Popieramy solidarnie rezolucje uchwalone na wiecu zredukowanych powstańców i urzędników w Katowicach (rezolucje dotyczyły zastąpienia niewykwalifikowanych Polaków, głównie Małopolan, wykwalifikowanymi Ślązakami).
3. Potępiamy akcję rozsyłania bandytów […] Oświadczamy uroczyście popierać ideę i program ZOG i stanąć w obronie naszego Głównego Prezesa i redaktora Jana Kustosa w walce o nasze prawa autonomiczne – przed napaściami i fałszywymi pogłoskami, że jest „Volksbundowcem” – separatystą i że uprawia antypaństwową robotę, zaznaczając, że jest najidealniejszym Górnoślązakiem-Polakiem.
4. Domagamy się od władz rozwiązania Volksbundu w Województwie Śląskim […] Zaznacza się, że ZOG domaga się wtedy, o ile by śledztwo wykazało, że pracował antypaństwowo.

### Dążenia niepodległościowe
19 czerwca 1926 roku w Katowicach doszło do spotkania prezesa ZOG Jana Kustosa z faktycznym przywódcą niemieckiej Prowincji Górnośląskiej ks. prałatem Carlem Ulitzką – liderem Katolickiej Partii Ludowej – Centrum (KVP-Zentrum) po niemieckiej stronie Górnego Śląska, dążącym do „ponownego zjednoczenia swej górnośląskiej ojczyzny”. Tematyka poruszana wówczas przez obu polityków pozostaje nieznana. Od 1926 roku daje się zauważyć znaczną zbieżność programową pomiędzy Katholische Volkspartei (Katolicką Partią Ludową) w Województwie Śląskim – Thomasa Szczeponika, a Związkiem Obrony Górnoślązaków – Jana Kustosa oraz wsparcie finansowe dla tej ostatniej organizacji, nie tylko ze strony księcia pszczyńskiego Jana Henryka XV – dawniej wspierającego Związek Górnoślązaków (1919-1924), lecz również za pośrednictwem Dresdener Bank. Od tego czasu Jan Kustos nie pisał już o górnośląskich Polakach, a jako polskojęzyczny Górnoślązak za swych naturalnych sojuszników uznał Górnoślązaków niemieckojęzycznych. Ówcześni politycy i współcześni badacze wnioskują, że kilkutysięczna organizacja Kustosa liczyła na przyszłe połączenie Województwa Śląskiego z Prowincją Górnośląską i stworzenia niepodległego państwa. Red. Stach na łamach korfantowskiej „Polonii” stwierdził, że Związek Obrony Górnoślązaków usiłuje uzyskać w Lidze Narodów odcięcie Górnego Śląska od Polski i Niemiec, stworzenie z niego osobnego państewka pod opieką Ligi Narodów.

### Po zamachu majowym
Po zamachu majowym stanowisko wojewody śląskiego objął Michał Grażyński, rozpoczął bezpardonową walkę polityczną z Wojciechem Korfantym – przywódcą najsilniejszego ugrupowania w Sejmie Śląskim. Sam Wojciech Korfanty zmienił wówczas radykalnie swoją politykę. Zaczął negować politykę polonizacyjną. Tak samo jak wcześniej dążył do ewolucyjnej likwidacji autonomii, teraz zaczął bronić przestrzegania Statutu Organicznego. Zaczął także stawać w obronie dyskryminowanych Ślązaków. Protestował przeciwko łamaniu przez polskie władze postanowień Konwencji Górnośląskiej z Genewy, poprzez represjonowanie ludności niemieckiej. Uznał za wielki błąd, iż dzięki niemu władzę objęły, jak sam to określił „elementy obce, przybyłe na Śląsk z wszystkich części Polski, dążące do zniesienia autonomii i prowadzące dyskryminacyjną politykę wobec Górnoślązaków”. Identycznie jak wcześniej Jan Kustos, teraz Wojciech Korfanty został przez prasę sanacyjną (m.in. „Polska Zachodnia”) okrzyczany „niemieckim agentem”. Związek Obrony Górnoślązaków jednak nadal krytykował lidera śląskich Polaków, twierdząc, że jego działania są wyłącznie pozorne.
27 października 1926 „Głos Górnego Śląska” donosił o wykluczeniu ze Związku Obrony Górnoślązaków następujących jego członków, którzy „działali przez przekupstwo posła Janickiego”: Wittorowski (Rybnik), Wyrobek (Czarny Las), Siwy (Mikołów), Szewczyk (Siemianowice), Michałek (Roździeń), Piechota (Halemba), Jurzyca (Kochłowice), Maińka (Godula), Lossa (Ruda), Szkoda (Nowy Bytom). Wyżej wymienieni oraz Kozidłok i Wojciech Marchwicki, nie zgadzając się z nowym obliczem narodowym organizacji podpisali bowiem deklarację utworzenia Związku Polaków-Górnoślązaków z własnym organem prasowym „Głos Górnośląski” i „Oberschlesische Fragen”. Nowa organizacja od razu przystąpiła także do koalicji Polskie Zjednoczenie Stronnictw Chrześcijańskich, skupiające ChD-Korfantego i NPR. W kolejnym numerze „Głosu Górnego Śląska” Jan Wichtorowski zaprzeczył, jakoby był prezesem Związku Polaków-Górnoślązaków i zwrócił uwagę, że w deklaracji ZPG nawet błędnie zapisano jego nazwisko (jako „Wittorowski”), stwierdzając ponadto, że „nie będzie miał z posłem Janickim więcej do czynienia i stoi twardo na gruncie statutu ZOG”. Równocześnie listę wyborczą Kustosa do wyborów komunalnych poparł „zredukowany” śląski policjant Paweł Teda z Katowic.

### Wybory komunalne
19 listopada 1926 roku odbyły się wybory komunalne, w których okazały się sukcesem kandydatów z list niemieckich (głównie Katholische Volkspartei (KVP), która przejęła znaczną część programu i wielu działaczy Związku Górnoślązaków-Bund der Oberschlesier). Bezwzględnie zwyciężyli oni w miastach: Królewskiej Hucie 70% głosów, Katowicach 57% głosów, Tarnowskich Górach 56% głosów, Mysłowicach 52% głosów, Mikołowie 62% głosów i Siemianowicach 66% głosów. Prasa niemiecka nazwała te wybory „drugim plebiscytem”, komentując ogólny wynik 41% wszystkich głosów dla list niemieckich hasłem „Górny Śląsk jest jeszcze niemiecki”. Wybory te były starciem dwóch koalicji Bloku Narodowego – Korfantego z Deutsche Wahlgemeinschaft, które otrzymały ponad połowę mandatów. W mniejszej skali wybory te były sukcesem Związku Obrony Górnoślązaków, który otrzymał łącznie 9083 głosy, co przełożyło się na 180 mandatów dla radnych miejskich i gminnych. Ugrupowanie Kustosa nie wystawiło list w Królewskiej Hucie i powiecie lublinieckim. Na niekorzyść Związku Obrony Górnoślązaków działał fakt, iż większość spośród jego haseł, z wyjątkiem kwestii etnicznej odrębności Ślązaków od Polaków, przejęła współrządząca w Sejmie Śląskim w koalicji z chadecją Korfantego – Narodowa Partia Robotnicza, której działacze opanowali śląskie urzędy w roku 1922, gdy wojewodą był ich lider Józef Rymer, a po zamachu majowym swe posady utracili. Jedną z barier postawioną przed Związkiem Obrony Górnoślązaków był, wydany przez dyrektora kolei w Katowicach, zakaz kolportażu organu prasowego ZOG „Głosu Górnego Śląska” na dworcach kolejowych w Województwie Śląskim. Mimo wszystkich przeciwności Związek Obrony Górnoślązaków uzyskał większe poparcie, niż rządzący w RP obóz sanacyjny – 81 mandatów, Polskie Stronnictwo Ludowe – 80 mandatów i niemieccy socjaliści (DSAP) – 49 mandatów. Sam Jan Kustos został radnym w Katowicach. Obóz polski oskarżał jego ugrupowanie, iż korzysta on z materialnego wsparcia Voksbundu, który reguluje finansowe zobowiązania wyborcze ZOG. Wsparcie materialne nie pochodziło od Volksbundu, a jedynie od księcia pszczyńskiego Jana Henryka XV, który wspierał zarówno Volksbund, w którym był członkiem zarządu, jak również ugrupowanie Związek Obrony Górnoślązaków.
Istniały również dwie podobne programowo, lecz konkurencyjne dla ZOG organizacje. Jedną z nich był Związek Rodowitych Górnoślązaków, którego sekretariat mieścił się w prywatnym mieszkaniu jego sekretarza Wilhelma Machulika. Aktywność tej organizacji ograniczała się wyłącznie do terenu miasta Mysłowice. Podobnie jak Związek Obrony Górnoślązaków, była finansowo wspierana przez zwolennika niepodległości Górnego Śląska – księcia pszczyńskiego Jana Henryka XV. Nie wiadomo jakie przyczyny zdecydowały o odrębności obydwu organizacji. Od 6 października 1926 w Mysłowicach działała filia ZOG-Kustosa. Drugą konkurencją dla Związku Obrony Górnoślązaków był Blok Socjalny Górnoślązaków. Liderami tej organizacji byli Franciszek Kos z Królewskiej Huty, Ernest Bocek z Katowic oraz burmistrz Mysłowic – dr Radwański. Organizację utworzyli secesjoniści ze Związku Obrony Górnoślązaków, zwolennicy sojuszu z Korfantym. Blok Socjalny Górnoślązaków zdobył niewielką popularność jedynie w Mysłowicach i Mikołowie.

### Sztuczny rozłam
W tzw. Wielkich Katowicach spośród 56 radnych wybierano 12 radców magistratu. 9 marca 1927 roku Związek Obrony Górnoślązaków zwrócił się do Polaków (ChD, NPR, PPS) z propozycją koalicji celem przeforsowania 5 z 12 radców. Warunkiem było przyznanie jednemu z radnych ZOG 5 miejsca na liście kandydatów na radców, co gwarantowałoby mu wybór. Obóz polski jednak propozycję odrzucił. Nie powiodły się również negocjacje ze stanem średnim i obrońcami lokatorów, w celu pozyskania poparcia dla kandydata ZOG na radcę. W tej sytuacji dwóch spośród radnych ZOG w stolicy województwa (prawdopodobnie Augustyn Musiolik i Adolf Przybyła) przeszło do obozu polskiego. Pozostali dwaj Jan Kustos i Jan Badura oraz przedstawiciel stanu średniego Widuch poparli kandydaturę Bernharda Jankowskiego z Katholische Volkspartei (KVP) na stanowisko prezesa Rady Miejskiej. Sanacyjna „Polska Zachodnia” określiła ich mianem „zdrajców, których miejsce jest w kryminale”. Frakcja polska zbojkotowała obrady katowickiej Rady Miejskiej pod wodzą Bernharda Jankowskiego. Wojewoda Michał Grażyński wykorzystał pretekst, by ją rozwiązać i powołać zarząd komisaryczny, składający się z 10 Polaków i 5 Niemców (bez przedstawicieli Związku Obrony Górnoślązaków), według wojewody – odpowiadający stosunkom narodowościowym w Katowicach. 3 kwietnia 1927 roku sanacyjni agenci (Musioł, Przybyła, Musiolik, Przewłoka) we władzach Związku Obrony Górnoślązaków zorganizowali nielegalny zjazd tej organizacji. W celu uwiarygodnienia się zaprosili tam radykalnych Ślązaków (Jan Pokrzyk, Józef Noras, Paweł Teda), nie będących członkami ZOG. Organizatorzy nielegalnego zjazdu oskarżyli nieobecnego na nim Jana Kustosa o defraudacje związkowych pieniędzy i zaocznie wykluczyli go z ZOG, a następnie rozpoczęli oficjalną współpracę z sanacyjnymi władzami państwowymi.
Janowi Kustosowi udało się jednak w dniu 1 maja zorganizować kolejny, tym razem legalny zjazd Związku Obrony Górnoślązaków, na którym ponownie przejął kierownictwo w swej organizacji, po czym usunął z niej sanacyjnych agentów. Chorego wiceprezesa Woźnikowskiego zastąpiła Jadwiga Oszekówna, a skarbnikiem został radca miejski Jan Badura z Katowic – właściciel katowickich cegielni. „Głos Górnego Śląska” zacytował uchwałę, w której zasugerowano, że to nie Jan Kustos, a właśnie jego przeciwnicy stanowią niemiecką irredentę: Zjazd żąda stanowczo, żeby tacy rozbijacze ZOG jak Przewłoka, Römisch, Musioł, Przybyła, Musiolik, Januszek, Teda nie mieli posłuchu, gdyż ludzie ci […] w ogóle dokładnie językiem polskim nie władają, zaś w rodzinach ich dominuje przeważnie język niemiecki. […] Zjazd stwierdza, że faktyczni członkowie ZOG jako też jego Prezes Jan Kustos stoją stanowczo na stanowisku Państwa Polskiego. Zamieszanie związane z zaistniałą sytuacją poważnie osłabiło tę organizację. Przez pewien czas funkcjonowały dwa Związki Obrony Górnoślązaków: separatystyczny Kustosa, Oszekówny i Badury oraz pro-rządowy Musiolika, Przybyły, Musioła i Przewłoki, przemianowany wkrótce na Związek Polaków-Górnoślązaków, który dla zmylenia wydawał tygodnik „Nasz Głos Górnego Śląska”, graficznie i treściowo zbliżony do „Głosu Górnego Śląska” – Jana Kustosa. Jeszcze w maju 1927 roku Jan Kustos zdecydował się poprzeć swego dotychczasowego wroga Wojciecha Korfantego w jego konflikcie z wojewodą Grażyńskim.

### Rozłam realny
W listopadzie 1927 roku w Warszawie podjęto decyzję o opiece rządu nad górnośląskimi regionalistami w celu osłabienia ruchu separatystycznego. Wojewoda Michał Grażyński zaczął od nobilitacji dialektów śląskich, chcąc przywrócić im składnik polskiej tożsamości ideologicznej. W działaniach tych brała udział zarówno śląska, jak i napływowa inteligencja. Wojewoda Grażyński był zdecydowanym przeciwnikiem pośrednich grup językowych, jako „źródeł indyferentyzmu narodowego”. Jednak taktycznie posłużył się taką bronią w walce z opozycją i separatystami. Również samego Jana Kustosa próbowano zwerbować do obozu sanacyjnego, korzystając z pośrednictwa ks. Tomasza Reginka – dawnego przywódcy Związku Górnoślązaków-Bund der Oberschlesier.
W grudniu 1927 roku, przed wyborami do polskiego Sejmu w roku 1928, Wojciech Korfanty porozumiał się z liderami NPR, wraz z którymi stworzył Śląski Katolicki Blok Ludowy. Próbował on również poszerzyć tę koalicję o Związek Obrony Górnoślązaków. Jan Kustos postawił warunek: „2 kandydatury na posłów do sejmu w Warszawie i to na zapewnionych miejscach” dla przedstawicieli ZOG. Chodziło tu o drugie miejsce w okręgu katowickim oraz pierwsze lub drugie na liście wyborczej w okręgu I, obejmującym dwa powiaty, gdzie Kustos miał największe poparcie tj. pszczyński i rybnicki oraz Śląsk Cieszyński, gdzie liczył na głosy sterroryzowanych sympatyków Śląskiej Partii Ludowej – Józefa Kożdonia. Koalicja Związku Obrony Górnoślązaków z chadecją i NPR w ramach Śląskiego Katolickiego Bloku Ludowego nie doszła jednak do skutku. Wojciech Korfanty zaoferował Janowi Kustosowi tylko jedno miejsce na swej liście i to zaledwie trzecie miejsce w okręgu katowickim. 29 stycznia 1928 roku Zjazd Delegatów ZOG w Katowicach uchwalił, że nie odstępuje od warunków startu w wyborach do sejmu i senatu na liście Śląskiego Katolickiego Bloku Ludowego tj. „2 kandydatury na posłów do sejmu w Warszawie i to na zapewnionych miejscach”. Delegaci Związku Obrony Górnoślązaków uznali propozycję Korfantego za absurdalną. Uznali, że Wojciech Korfanty chce wykorzystać zwolenników Kustosa dla zapewnienia foteli poselskich kandydatom chadeckim, a sam „ZOG zlikwidować”. Swoje stanowisko zawarli w piśmie skierowanym do niego 30 stycznia 1928 roku.
Z takim stanowiskiem zjazdu nie pogodziły się dwie członkinie ugrupowania Kustosa, wywodzące się z Katowic: Waleska Kubistowa i wiceprezes Jadwiga Oszekówna, które przystąpiły do Śląskiego Katolickiego Bloku Ludowego – Wojciecha Korfantego. W efekcie Zarząd Główny Związku Obrony Górnoślązaków w osobach prezesa i sekretarza Jana Kustosa oraz skarbnika Jana Badury przyjął następujące uchwały: 1. Wykluczenie Waleski Kubistowej „za złamanie solidarności związkowej i za wyłamanie się spod uchwał Zjazdu Delegatów ZOG” oraz za „notatkę niezgodną z prawdą”, opublikowaną na łamach chadeckiej „Polonii”. 2. Zawieszenie w czynnościach wiceprezesa Jadwigi Oszekówny, bowiem „złamała uchwałę zjazdu delegatów” i ogłaszała „nieprawdziwe wieści o uchwałach zjazdów”. W efekcie braku porozumienia z Polakami Związek Obrony Górnoślązaków poparł kandydatów niemieckich, startujących z bloku mniejszości narodowych.

### Poparcie dla kandydatów niemieckich
3 marca 1928 roku na łamach 10 numeru „Głosu Górnego Śląska” ogłoszono „Baczność Górnoślązacy przy wyborach”
1. Kto Was nabierał przez całe 5 lat! – Korfanty z ChD, Biniszkiewicz z PPS, no i NPR.
2. Kto skubał autonomię śląską – Korfanty i jego adherenci.
3. Kto Wam obiecuje gruszki na wierzbie – Korfanty i jego satelici.
4. Kto spowodował, że musicie służyć w wojsku – Korfanty, PPS i NPR.
5. Kto był za bezwzględnym utrzymaniem autonomii śląskiej – Niemcy.
6. Kto był przeciwko wprowadzeniu przymusowej służby wojskowej – Niemcy.
7. Kto rozbijał całe 5 lat obóz Górnoślązaków – Korfanty.
8. Kto pochwalał napady na Kustosa i jego zwolenników: „Polonia”, „Polska Zachodnia”, „Gazeta Robotnicza” [PPS], „Polak”.
9. Kto cieszył się, gdy Kustosa obito do krwi – cała prasa polska.
10. Kto to potępiał – prasa niemiecka.
Poniżej zamieszczono natomiast tekst „Albo są albo nie są Górnoślązacy”: Pan Korfanty w jednej ze swoich broszur wydawanych do ludności górnośląskiej napisał: […] Konferowałem z wybitnymi politykami niemieckimi, żeby stworzyć Blok Ludności Górnośląskiej przeciwko obozowi sanacyjnemu na Górnym Śląsku. Pan Korfanty pisał dalej, że nie udało to się jemu, i żałuje mocno ponieważ socjaliści polscy i niemieccy zdołali utworzyć obóz jednolity dla siebie. Ten sam pan Korfanty pisał dalej, a z tego pisania wynikało, że dzieli ludność Górnośląską na Górnoślązaków, mówiących po polsku i na Górnoślązaków, mówiących po niemiecku. „Polska Zachodnia” z ubiegłej niedzieli wyciąga z tego wnioski, że Pan Korfanty uważa, iż Polacy pochodzący z Górnego Śląska to nie Polacy, tylko Górnoślązacy, mówiący po polsku. Dalej mówił Pan Korfanty o Alzatczykach na G. Śląsku. Gdyby Pan Korfanty był to samo pisał przed mniej więcej dwoma lub trzema laty, to by można jemu wierzyć, ale dziś 5 minut przed wyborami to troszeczkę za późno. Pan Korfanty więc sam doszedł do przekonania mimo spóźnionej pory, że z wyjątkiem napływowych Polaków z innych dzielnic, na Górnym Śląsku znajdują się tylko Górnoślązacy, mówiący po polsku i Górnoślązacy, mówiący po niemiecku. Głębiej rzecz biorąc, dochodzi się do wniosku jakoby Górnoślązak był jeżeli nie narodem, to przynajmniej szczepem jakimś. Ideologia obecna pana Korfantego stoi w rażących sprzecznościach z ideologią, jaką głosił ten sam Pan Korfanty przed plebiscytem i 5 lat w Sejmie Śląskim. […] ideologia obecna p. Korfantego nie jest czasem jego własną ideologią, lecz ideologią wszystkich Górnoślązaków, z tą tylko różnicą, że Pan Korfanty ją obecnie wypowiedział dosyć jasno i nie dwuznacznie. […] Ludność Górnośląska mówiąca po polsku lub po niemiecku, a pięć szóstych mamy tej ludności, która mówi obydwu językami, będzie się musiała zastanowić, czy zniknąć z powierzchni ziemi lub nie. Jeżeli pójdzie na pasku szowinistów górnośląskich, to znaczy takich, którzy hołdują zasadom wszechpolskim lub takim z obozu niemieckiego, chociaż tam jest ich już mniej to wtedy szczep górnośląski zniknie z powierzchni Europy.

### Prawa narodowościowe Górnoślązaków
Górnoślązacy coraz częściej szukali oparcia przed polonizacją w niemieckim Volksbundzie, który był pod ochroną Konwencji Górnośląskiej z Genewy, w przeciwieństwie do ZOG, który mógł liczyć na organy międzynarodowe. Jan Kustos próbował wykorzystać fakt, że Polacy nie tylko nie uznawali odrębności narodowej Ślązaków, lecz również analogicznej odrębności Białorusinów i Ukraińców, a mimo to przedstawiciele tych dwóch narodowości posiadali pewne przywileje. W efekcie Jan Kustos w tekście „Separatyzm należy wyplenić” zwracał się do wojewody Grażyńskiego: Panie wojewodo! […] Przecież nikt z Polaków nie uznaje, żeby przez Niemców stworzona Ukraina, była terenem, na którym znajduje się naród ukraiński. A również trzeba przyznać, że o ile Rząd Polski dał pewne prerogatywy ludności ukraińskiej, to tym samym uznał, że potrzeba tej ludności specjalnej opieki. To samo się odnosi do ludności białoruskiej, chociaż każdy wie, że narodu białoruskiego nie ma. Dlaczego więc Pan, Panie Wojewodo, odmawia nam Górnoślązakom tych praw, które nam się słusznie należą, o ile nazywa Pan nas separatystami. Wojewoda Michał Grażyński na apel lidera ZOG nie odpowiedział.
17 marca 1928 roku „Głos Górnego Śląska” zamieścił tekst Pamiętaj, że jesteś Górnoślązakiem: […] Konwencja Genewska pośrednio, a Statut Organiczny bezpośrednio przedstawia ludność górnośląską jako specjalny szczep, jako specjalny indywidualny lud, a więc jako pewnego rodzaju mniejszość, jeżeli już nie narodową, to przynajmniej ludową. Dowód to wynik ostatnich wyborów do sejmu w Warszawie, jakoteż do senatu, gdzie lud górnośląski, nie będący ani polskim, ani niemieckim, głosował w olbrzymiej ilości na listę mniejszościową nr 18, powiadamy mniejszościową, a nie niemiecką, gdyż lista nr 18 zawiera wszelkie mniejszości znajdujące się w całej Polsce. […] Polska ma więc w swoim państwie dwojaką mniejszość, a mianowicie jedną o charakterze pochodzenia germańskiego, a drugą o charakterze pochodzenia słowiańskiego. Do tej ostatniej zaliczają się więc oprócz Białorusinów, Rusinów, także i Kaszubi i Górnoślązacy. Pisząc powyższe słowa zastrzegamy sobie, że mimo naszych twierdzeń, nie mamy zamiaru powodować lub spowodować stworzenia status quo ante, tzn. że nie dążymy do tego, żeby czasami granice zrewidowano.
22 marca 1928 roku „Głos Górnego Śląska” pisał: Gdy przy wyborach komunalnych w 1926 r. Związek Obrony Górnoślązaków osiągnął w większych miejscowościach […] przeważającą liczbę mandatów, zaczęto te głosy oddany na listę Związku Obrony Górnoślązaków i w „Polsce Zachodniej” i w „Polonii” zaliczać do głosów polskich, chociaż przed wyborami komunalnymi zwalczano ten związek wszelkimi siłami ze strony obozu polskiego, nazywając Kustosa i zwolenników jego renegatami, zdrajcami itp. Przy obecnych wyborach do sejmu i senatu Związek Obrony Górnoślązaków z podanych już powodów listy swej nie wystawił. No i „Polska Zachodnia” przekonała się obecnie, że wszyscy ci zwolennicy Kustosa, głosowali w przeważającej liczbie na listę [mniejszości narodowych] nr 18. W lipcu lider „śląskiej mniejszości narodowej”, gratulował sąsiedniemu narodowi osiągnięcia praw narodowych: Z okazji uzyskania pełnej swobody i otrzymania prezydenta życzymy Słowakom najlepszego powodzenia – Jan Kustos, Prezes i sekr. Gł. Zarządu Zw. Obr. Górnoślązaków.
6 stycznia 1929 roku w Katowicach, Jan Kustos wygłosił wykład „Czy jest lud górnośląski?”. Zgodnie z treścią zaproszenia referent „roztrząsał kwestię, czy ludność górnośląska ma prawo należeć do mniejszości nie-narodowych, lecz ludowych”, porównując stosunek Słowaków do Republiki Czesko-Słowackiej, Słoweńców do Królestwa Jugosławii i Austrii, dalej stosunek Ukraińców do Rosji i do Polski. Następnie stosunek ludności zamieszkującej Szlezwik-Holsztyn (Fryzów) do Prus i do Danii, stosunek Alzatczyków do Francji, Flamandczyków do Belgii, Irlandczyków do Anglii i wreszcie stosunek Górnoślązaków do Polski i Niemiec. Treści tego wykładu Jana Kustosa zaprezentował „Głos Górnego Śląska” w trzyczęściowym artykule O mniejszościach ludowych w poszczególnych państwach Europy.

### Narodowość śląskaw kontekście międzynarodowym
Pod koniec września 1929 roku Jan Kustos był zaproszony na spotkanie, z przebywającymi w Katowicach, dyrektorem Sekcji Mniejszości Ligi Narodów prof. Azcarate i delegatem sekretarza generalnego Ligi Narodów ministrem Aguirre de Carcer. Lider ZOG nie mógł się na nim pojawić ponieważ równolegle odbywała się rozprawa sądowa w sprawie pobicia go przed 3 laty (w roku 1926) przez 40 uzbrojonych napastników w drodze na wiec w Murckach. Jan Kustos listownie wyjaśnił powód swej nieobecności, dzięki czemu doszło do spotkania z samym ministrem Aguirre de Carcer. W czasie audiencji Jan Kustos stwierdził, że ludność Górnego Śląska „stoi twardo na stanowisku państwowości polskiej, jednakże ma takie same żale i pretensje, które mają takie same mniejszości ludowe jak np. ludność alzacka do Francji, ludność flamandzka do Belgii, ludność słowacka do Czech, ludność ukraińska do Polski i Rosji, no i wreszcie ludność Katalonii do Hiszpanii” W odpowiedzi „J.E. Minister Aguirre przyrzekł sprawę żalów i próśb przychylnie załatwić i uznał, twierdząc, że wywody p. Jana Kustosa są dla niego bardzo sympatyczne, a to tym więcej dla niego jako Hiszpana, w którym to kraju jego znajduje się taka sama mniejszość jak Górnoślązacy, a to mniejszość Katalończyków”
22 grudnia 1930 roku „Głos Górnego Śląska” zamieścił tekst Jedynie Czesi uznali Lud Śląski za specjalny Naród: w Polsce, a szczególnie na Górnym Śląsku toczy się spór, czy ktoś urodzony na Górnym Śląsku jest w pierwszym rzędzie Górnoślązakiem, a dopiero potem Polakiem, czy na odwrót. Pierwszego szowiniści uznać nie chcą. Miał się odbyć spis ludności już przed 5 laty. Formularze były gotowe i nawet już porozdawane. Czesi urządzili niedawno taki spis ludności i podali cztery rubryki, a mianowicie, czy ktoś jest narodowości czeskiej, czy polskiej, czy niemieckiej, a wreszcie narodowości śląskiej. […] Czesi więc pokazali światu, że istnieje Naród Śląski, jeżeli w spisie ludności podali rubrykę co do narodowości śląskiej. U nas oczywiście, gdyby to tak ktoś chciał zrobić, byłby okrzyczany za zdrajcę i wroga państwa”. W związku z faktem, iż w Republice Czechosłowackiej dostrzeżono istnienie narodowości śląskiej, 1 kwietnia 1930 roku Jan Kustos usunął z nagłówka „Głosu Górnego Śląska” podtytuł: „pismo poświęcone sprawom G. Śląska oparte na gruncie narodowo-polskim niezależnie w polityce”.
24 kwietnia 1931 roku na jego łamach dokonano porównania Śląska z Katalonią: Przed dwoma laty bawiła na Górnym Śląsku delegacja Ligi Narodów, wśród których była osoba znana […] Delegat Ligi Narodów Prof. Aguirre de Carcer […] tenże prof., jak sam się wyraził, należy do takiej mniejszości na jakiej zaliczają się również rodowici Górnoślązacy. Jest on bowiem Katalończykiem. Katalonia jest prowincją Hiszpanii położoną pod południową Francją i Morzem Śródziemnym. Prowincja ta miała aż do schyłku średniowiecza własny ustrój państwowy z własnym językiem katalońskim. Katalonia wcielona gwałtem do Hiszpanii własne życie polityczne utraciła, a język kataloński powoli zaczął zanikać, a wreszcie nazwano go „narzeczem hiszpańskim”. […] Śląsk był kiedyś w stosunku federatywnym do Polski, mając własne książęta tzw. Piastowiczów. Książęta te oderwały się od Polski, przyłączywszy się do Cesarza Rzymskiego niemieckiej narodowości. […] Ludność Górnośląska właśnie przechodziła mniej lub więcej te same koleje co Katalończycy. Miesiąc później na łamach „Głosu Górnego Śląska” ukazał się artykuł O Naród Śląski i Narodowość Śląską, w którym pisano, że pomiędzy Ślązakiem w stosunku do Polski, Niemiec lub Czech jest taka różnica jak pomiędzy Flamandczykiem w stosunku do Belgii lub pomiędzy Katalończykiem w stosunku do Hiszpanii. Ludy a względnie szczepy tego rodzaju jak Katalończycy, Flamandczycy, Ukraińcy i Ślązacy są zawsze zdani na łaskę lub niełaskę losu […] Jedyne państwo, które doszło do przekonania, że istnieje Naród Śląski to jest Czechosłowacja. […] Ślązacy mają takie same prawa […] jakie mają Flamandczycy, Katalończycy, Ukraińcy. […] Ślązaków nikt nie broni, gdyż Niemcy krzyczą na nas, iż jesteśmy „Wasserpolen”, zaś Polacy nazywają nas Szwabami lub Germanami.
Po niespełna miesiącu pismo Jana Kustosa kontynuowało w tekście Czechom należy się cześć i chwała za uznanie Narodowości Śląskiej: Naród Śląski winien być uznany przez państwo polskie i przez niemieckie na wzór i przykład jaki dał Naród Czeski i Republika Czechosłowacka. Od 3 lipca 1931 niemieckojęzyczny dodatek „Głosu Górnego Śląska” zmienił tytuł z pierwotnego „Der Pranger” (Pręgierz) na „Oberschlesiens Echo” (Echo Górnego Śląska), harmonizujący z tytułem samego pisma. Równolegle na radykalne pozycje regionalistyczne przeszło wielu byłych działaczy ChD-Korfantego i NPR.

### Zmierzch dekady
W roku 1930 założyli oni Zrzeszenie Pisarzy Regionalnych, a od roku 1931 rozpoczęli wydawanie pisma „Trybuna Śląska”. Utworzyli również Zrzeszenie Kulturalno-Gospodarcze „Silesia”. Na łamach „Trybuny Śląskiej” postulowano zjednoczenie Górnego Śląska w ramach państwa polskiego. „Głos Górnego Śląska” nieufnie traktował konkurencyjne pismo, jako „zlepek korfantowsko-NPR-owski”.
Prezes Związku Obrony Górnoślązaków – Jan Kustos zmarł nagle 28 lipca 1932 roku, przeżywszy 39 lat. W żadnych źródłach nie podano przyczyn jego śmierci. Sugerowano, że miał problemy kardiologiczne i cierpiał na chorobę nerek. Wkrótce po śmierci Kustosa wydawanie „Głosu Górnego Śląska”, graficznie identycznego z organem prasowym Kustosa, przejął jeden z jego dawnych redaktorów naczelnych, aktualnie działacz sanacyjny Wojciech Marchwicki. Na łamach zawłaszczonego pisma red. Robert Syrzysko wychwalał wojewodę Grażyńskiego, wskutek czego zdezorientowani czytelnicy sądzili, że Związek Obrony Górnoślązaków przystąpił do obozu sanacyjnego.

### NastępcyJana Kustosa
Po śmierci Jana Kustosa w lipcu 1932 roku, w krótkim czasie zmieniały się nowe zarządy Związku Obrony Górnoślązaków. Pierwotnie wybrani zostali: nowy prezes Jasiulek z Tarnowskich Gór, wiceprezes Teodor Zorychta z Chorzowa i sekretarz Jan Gołąbek z Katowic. Następnie 9 października 1932 roku Jasiulka i Gołąbka zastąpili kandydaci w wyborach do Sejmu Śląskiego w roku 1930, prezes Jan Pokrzyk z Imielina – nr 2 na liście Bloku Pokrzywdzonych i Poszkodowanych Ślązaków oraz sekretarz Paweł Teda z Katowic – były lider Śląskiego Bloku Samoobrony, wiceprezesem pozostał Teodor Zorychta. Zamieszanie personalne, związane z ciągłymi zmianami władz statutowych ZOG i wykluczaniem byłych liderów spowodowało, że do 500 członków, skurczyła się liczebność tej organizacji, która zmieniła teraz nazwę na Związek Obrony Górnoślązaków Rzeczpospolitej Polskiej. 8 października 1932 roku na łamach 1 numeru „Nowego Głosu Górnego Śląska” liderzy ZOG RP wystosowali List otwarty do PP. Posłów Sejmu Śląskiego, w którym czytamy: „Naród Śląski oczekuje ustawy o ustroju wewnętrznym Woj. Śl. w tej nadziei, że ustawa ta będzie odpowiadać wszelkim warstwom ludu śląskiego i zadowoli w pełni pragnienie tegoż Narodu”. Powyżej nagłówka nr 5 tej samej gazety z dnia 3 marca 1933 roku widnieje apel „Narodzie Śląski łącz się w Związku Obrony Górnoślązaków Rzeczpospolitej Polskiej”. Nastąpiła wyraźna zmiana w stosunku do organu prasowego Jana Kustosa, który przez dziesięć lat w nagłówku pisał o „gruncie narodowo-polskim”. „Nowy Głos Górnego Śląska”, podobnie jak organ prasowy Kustosa posiadał dodatek niemieckojęzyczny „Oberschlesische Volksstimme” (Górnośląski Głos Ludu). Jeszcze 19 lutego 1933 roku, po raz kolejny zmienił się zarząd organizacji. Nowym prezesem został Franciszek Białas, wiceprezesem Hugon Macioń, zaś na stanowisku sekretarza, usuniętego ze Związku Obrony Górnoślązaków – Pawła Tedę, zastąpił redaktor naczelny „Nowego Głosu Górnego Śląska” Józef Noras z Imielina. Kolejni nowi prezesi, nie mając autorytetu swego poprzednika, zupełnie stracili poparcie ludności, która uciekała pod skrzydła Volksbundu.
W styczniu 1934 roku członkowie Zrzeszenia Pisarzy Regionalnych, wydający „Trybunę Śląska” i Zrzeszenia Kulturalno-Gospodarczego „Silesia” oraz działacze usunięci ze Związku Obrony Górnoślązaków: Konrad Markiton, Jan Pokrzyk, Paweł Teda, Alfons Pośpiech, Jerzy Jeleń i Waleska Kubistowa reaktywowali w Katowicach działalność Śląskiej Partii Ludowej, od roku 1909 działającej na Śląsku Cieszyńskim, w roku 1920 zlikwidowanej na terenach przyłączonych do Polski. Reanimatorzy tego ugrupowania, nie bez podstaw, liczyli na połączenie sił dotychczasowych zwolenników Jana Kustosa i Józefa Kożdonia. Śląska Partia Ludowa w Katowicach posiadała dwie rywalizujące ze sobą frakcje. Jednej przewodzili Pokrzyk i Markiton drugiej Jeleń. Brak informacji na temat różnic pomiędzy tymi frakcjami. 15 kwietnia 1934 roku policja skonfiskowała pierwszy numer dwujęzycznego organu prasowego tego ugrupowania „Śląska Straż Ludowa – Schlesische Volkswacht” i opieczętowała jego redakcję. Skutecznie zniechęciło to jej liderów do dalszej działalności. Polskie władze skarciły także działaczy, otwarcie głoszących egzystencję odrębnego narodu śląskiego. 11 maja 1934 roku na polecenie wojewody Grażyńskiego Związek Obrony Górnoślązaków RP został rozwiązany. Ostatnią próbą reaktywacji śląskiego ruchu narodowego było założenie przez byłych działaczy ZOG – Niezależnej Śląskiej Partii Pracy w lutym 1935 roku, wydającej pismo „Echo Inwalidy Śląskiego”. 3 marca 1935 roku polskie władze zabroniły jej organizowania zgromadzeń. Pod koniec kwietnia pod pretekstem działalności antypaństwowej została zlikwidowana.

## Aktywność wyborcza

### Wybory komunalne w roku 1926
Związek Obrony Górnoślązaków zdobył 9083 głosy (2,3%), co przełożyło się na 180 mandatów dla radnych miejskich i gminnych. W Katowicach 2933 głosy (5,7%), w powiatach: pszczyńskim 3509 (6,6%), rybnickim 485 (0,7%), tarnogórskim 442 (2%), ziemskim katowickim 1619 (1,9%), w świętochłowickim 95 głosów (0,1%). Ugrupowanie nie wystawiło swoich list w Królewskiej Hucie i powiecie lublinieckim.
Związek Obrony Górnoślązaków bezwzględnie zwyciężył w trzech gminach ówczesnego powiatu pszczyńskiego (dziś wszystkie w granicach bieruńsko-lędzińskiego): Imielin – zdobył 11 (Walenty Stolorz, Karol Stain, Alfons Ryszka, Ludwik Izaal, Jan Komandera, Franciszek Mazelanik, Augustyn Perda, Franciszek Goczoł, Paweł Toborek, Józef Poluch, Józef Kosma) z 18 mandatów, Chełm Wielki – 10 z 18 mandatów i Bieruń Nowy – 7 z 12 mandatów (5 koalicja ChD-NPR), gdzie głosami 10 radnych przeciwko 2, zarząd gminy objęło czterech członków ZOG: rolnik Józef Jaromin, jako naczelnik gminy oraz kolejarz Piotr Mateja, naczelnik stacji N. Bieruń Jan Radwański i górnik Ludwik Wallus – jako ławnicy.
Listy partii Kustosa bezwzględnie wygrały także w dwóch gminach powiatu katowickiego: Maciejkowicach (dziś dzielnica Chorzowa) – 368 głosów i 5 z 9 mandatów (2 ChD, 1 NPR, 1 związek inwalidów) oraz Halembie – 5 z 9 mandatów (NPR – 3, ChD – 1). Pierwsze miejsce zajął również w Kochłowicach – 350 głosów, Starym Dębieńsku – 272 głosy i Kosztowach (dziś dzielnica Mysłowic) – 238 głosów.
W Nowym Bytomiu (dawna Frydenshuta) ZOG z 8 mandatami, ustąpił jedynie Niemcom (10 mandatów), a właściwie koalicji niemiecko-górnośląskiej (DP-KVP) z byłym tutejszym liderem Związku Górnoślązaków-Bund der Oberschlesier – Janem Twardoniem na czele. W okręgu Ochojec-Piotrowice-Kostuchna (dziś dzielnice Katowic) Związek Obrony Górnoślązaków również zrównał się poparciem ze Zjednoczonymi Listami Polskimi – po 7 mandatów i wyprzedził PPS – 4 mandaty. W samych Katowicach ZOG uzyskał 2933 głosy i 4 mandaty, ustępując Deutsche Wahlgemeinschaft – 22 133 głosy i 29 mandatów, liście „polskie zjednoczenie chrześcijańskie” (ChD, NPR) – 6751 głosów i 9 mandatów oraz PPS – 4148 głosów, obozowi sanacyjnemu (ZPŚ i ZOKZ) – 4127 głosów i niemieckim socjalistom (DSAP) – 3380 głosów, wszyscy po 5 mandatów, a wyprzedzając przedstawicieli klasy średniej – 1105 głosów i 2 mandaty oraz obrońców lokatorów – 951 głosów i 1 mandat. W Kobiórze (powiat pszczyński) według „Głosu Górnego Śląska” – Związek Obrony Górnoślązaków i Zjednoczone Listy Polskie zdobyły po 3 mandaty, ustępując Niemcom – 4 mandaty (według danych z „Oberschlesische Kurier”: Ślązacy – 216 głosów, Niemcy – 183 głosy, Polacy – 83 głosy, co koliduje z zaprezentowanym tutaj podziałem mandatów).
W Tarnowskich Górach zwyciężyła lista niemiecka z 17 mandatami, wyprzedzając koalicją ChD-Korfantego z NPR – 8 mandatów oraz ZOG-Jana Kustosa i PPS po 2 mandaty. W Mysłowicach lista niemiecka (DVP) zdobyła 3522 głosy i 13 mandatów, PPS – 1450 głosów i 6 mandatów, NPR – 1264 głosy i 4 mandaty, sanacyjny Związek Obrony Kresów Zachodnich – 653 głosy i 3 mandaty, a Związek Obrony Górnoślązaków – 555 głosów i 2 mandaty (według „Głosu Górnego Śląska” Niemcy zdobyli 14 mandatów, a 1 mandat uzyskał także Blok Socjalny Górnoślązaków – Franciszka Kosa, pozostałe dane bez zmian). W Siemianowicach lista niemiecka (DW) zdobyła 5753 głosy, niemieccy socjaliści (DSAP) – 3179 głosów, koalicja ChD-Korfantego z NPR – 3151 głosów, PPS – 1011 głosów, Związek Obrony Górnoślązaków – 498 głosów i sanacyjny Związek Powstańców Śląskich – 134 głosy. W Pszczynie zwyciężyła lista polska z 7 mandatami, przed listą niemiecką (DW) – 4 mandaty, ZOG-Jana Kustosa – 2 mandaty, socjalistami: polskimi (PPS) – 2 mandaty i niemieckimi (DSAP) – 1 mandat.
Związek Obrony Górnoślązaków zdobył także 3 mandaty w Krasowach (dziś dzielnica Mysłowic) oraz 2 mandaty (Rembalski i Wichtorowski) w Rybniku. W Mikołowie wszystkich zdystansowała lista niemiecka (DW), która zdobyła 1542 głosy i 11 mandatów, przed koalicją ChD-Korfantego z NPR – 704 głosy i 5 mandatów, niemieckimi socjalistami (DSAP) – 652 głosy i 4 mandaty, polskim blokiem miejskim – 486 głosów i 2 mandaty, Związkiem Obrony Górnoślązaków – 292 głosy i PPS – 248 głosów po 1 mandacie oraz secesjonistami z ZOG (najprawdopodobniej Blok Socjalny Górnoślązaków) – 47 głosów bez mandatu. W Murckach (dziś dzielnica Katowic) zwyciężyła lista niemiecka (Deutsche Wahlgemeinschaft) z 4 mandatami, przed PPS i listą sanacyjną (Związek Powstańców Śląskich i Związek Obrony Kresów Zachodnich) po 2 mandaty oraz Związkiem Obrony Górnoślązaków, chadecją Korfantego i niemieckimi socjalistami (DSAP) po 1 mandacie. W Orzeszu (dziś powiat mikołowski) zwyciężył PPS – 942 głosy przed listą niemiecką (DW) – 375 głosów, sanacyjnym Związkiem Powstańców Śląskich – 332 głosy, koalicją ChD-Korfantego z NPR – 155 głosów i Związkiem Obrony Górnoślązaków – 113 głosów. W Kończycach (dziś dzielnica Zabrza) zwyciężyły Zjednoczone Listy Polskie – 1786 głosów przed Niemcami (DW) – 837 głosów i Ślązakami (ZOG) – 113 głosów. W Ćwiklicach (powiat pszczyński) Zjednoczone Listy Polskie zdobyły 193 głosy, lista niemiecka (DW) – 165 głosów, Ślązacy (ZOG) – 107 głosów. W Starej Wsi (powiat pszczyński) zwyciężyła lista niemiecka (DW) – 303 głosy, wyprzedzając Ślązaków (ZOG) – 146 głosów i Polaków (ZLP) – 113 głosów. W Krasowach (dziś dzielnica Mysłowic) zwyciężyły Zjednoczone Listy Polskie – 218 głosów przed listą niemiecką (DW) – 123 głosy, Związkiem Obrony Górnoślązaków – 104 głosy i PSL – 92 głosy. Ponadto Ślązacy (ZOG) wystartowali w także w innych miejscowościach powiatów rybnickiego (np. Syrynia, Gotartowice, Rydułtowy), pszczyńskiego (Łąka, Rudołtowice) i katowickiego (Pawłów, Szopienice-Roździeń), lecz „Głos Górnego Śląska” nie podaje z jakim rezultatem.

### Wybory komunalne w roku 1929
Pozbawiony wsparcia finansowego księcia pszczyńskiego Jana Henryka XV, którego majątek zajęły polskie władze, wstrząsany sztucznymi i realnymi rozłamami oraz terroryzowany przez nacjonalistyczne bojówki, Związek Obrony Górnoślązaków wystartował w zaledwie czterech miejscowościach. W efekcie otrzymał tylko 1527 głosów i uzyskał 11 mandatów. Rozkład tych głosów był następujący: Katowice 719, Imielin 565, Syrynia 156, Gotartowice 87. Znana jest lista kandydatów ZOG na radnych w Katowicach: redaktor i wydawca Jan Kustos, emeryt Józef Wieczorek, inwalida wojenny Jan Jochemski, elektrotechnik Jan Pająk, kupiec Augustyn Smoleń, emeryt Tomasz Styś, emeryt Teodor Kohlbrenner, robotnik Jan Hanke, woźny Tomasz Gaweł, emeryt Walenty Skrzyś, emeryt Wojciech Wadas, bezrobotny Ryszard Szaffarczyk, emeryt Antoni Radwański, robotnik Paweł Komander i robotnik Jan Rajski.

### Wybory do Sejmu RP w roku 1928
Wskutek nie osiągnięcia porozumienia z Wojciechem Korfantym, Związek Obrony Górnoślązaków popiera w wyborach do Sejmu RP popiera kandydatów niemieckich na liście mniejszości narodowych.

### Wybory do Sejmu Śląskiego w roku 1930
Związek Obrony Górnoślązaków chciał wystawić własną listę pod nazwą „Blok poszkodowanych i pokrzywdzonych Ślązaków”, której kandydatami byli 1. Jan Kustos – redaktor i wydawca w Katowicach 2. Antoni Hupka – uchodźca (z niemieckiej Prowincji Górnośląskiej), rolnik w Osinach 3. Jan Pokrzyk – monter w Imielinie. Jednak komisja wyborcza unieważniła tę listę, uzasadniając nieczytelnością podpisów wyborców, popierających jej wystawienie. Jan Kustos protestował, twierdząc, że liczba podpisów jest o wiele większa, niż wymagana, a liczba podpisów czytelnych jest wystarczająca. Po wtóre przy wszystkich podpisach są adresy i daty urodzenia sygnatariuszy, więc autentyczność ich podpisów można łatwo sprawdzić. W związku z unieważnieniem listy Jana Kustosa, Związek Obrony Górnoślązaków apelował do swych zwolenników do głosowania na Deutsche Wahlgemeinschaft, a konkretnie na kandydatów Deutsche Katholische Volkspartei (DKVP) – Eduarda Panta, który jak pisał Kustos: „myśli o całości górnośląskiego ludu”, w przeciwieństwie do Krulla z Deutsche Partei (DP) i sekretarza generalnego Volksbundu (DVB) – Ottona Ulitza, któremu Kustos doradzał wycofanie się ze sceny politycznej, by ekstremizmem „nie przynosił klęski mniejszości niemieckiej”.
Związany ideologicznie z ZOG – Paweł Teda z Katowic, były śląski policjant zwolniony z pracy wskutek czystek administracyjnych, spowodowanych sanacyjną polityką polonizacyjną, stworzył własną listę wyborczą. Firmowany przez niego Śląski Blok Samoobrony otrzymał zaledwie 1141 głosów i nie zdobył mandatu. Popierana przez ZOG lista Deutsche Wahlgemeinschaft otrzymała 34% głosów.

## Struktury i działacze
Liderzy organizacji: Jan Kustos z Katowic – prezes i sekretarz (1925-1932), Mikołaj Woźnikowski z Katowic – wiceprezes (1925-1927), Klemens Borys z Wesołej – poseł Sejmu Śląskiego, Józef Wiechuła z Dąbrówki Małej – poseł Sejmu Śląskiego, Jadwiga Oszekówna – wiceprezes (1927), Jan Badura z Katowic – skarbnik, Jasiulek z Tarnowskich Gór – prezes (1932), Teodor Zorychta z Chorzowa – wiceprezes (1932-33), Jan Gołąbek z Katowic – sekretarz (1932), Jan Pokrzyk z Imielina – prezes (1932-33), Paweł Teda z Katowic – seretarz (1932-33), Franciszek Białas – prezes (1933-34), Hugon Macioń – wiceprezes (1933-34), redaktor naczelny „Nowego Głosu Górnego Śląska” Józef Noras z Imielina – sekretarz (1933-34).
Koła terenowe
Rybnik: prezes koła Rudolf Rembalski, czołowi działacze: Jan Wichtorowski, Józef Czarnecki, Walter Lipka, Alojzy Szczyra, Robert Kaczmarczyk, Józef Pypeć i August Herz.
Żory: prezes Wojciech Hupka z Osin (dziś dzielnica Żor), wiceprezes Imioła, sekretarz Kaczer, skarbnik Jan Dreinert, członek zarządu koła Wyróbek.
Knurów: prezes Popek, wiceprezes Promny, sekretarz Hajduk i skarbnik Waluszek.
Rydułtowy: prezes Szewczyk, sekretarz Warnot, skarbnik Kubina, dystrybutor „Głosu Górnego Śląska” Adolf Konieczny.
Paruszowiec (dziś dzielnica Rybnika): prezes koła Mainusz.
Inne znane koła w powiecie rybnickim: Syrynia koło Lubomi, Stare Dębieńsko, Gotartowice, Orzesze, Warszowice, Golasowice. Prezes ZOG w powiecie rybnickim: Grzybek.
Pozostałe koła: Tarnowskie Góry, Dąbrówka Wielka (dziś dzielnica Piekar Śląskich), Siemianowice,
wieś Chorzów, czyli współczesny Chorzów Stary (prezes koła Płaczek), współczesna chorzowska dzielnicę – Maciejkowice,
współczesne dzielnice Rudy Śląskiej: Ruda, Czarny Las, Godula, Kochłowice, Halemba (liderzy Paweł Ernst, Józef Krzysteczko, Tomasz Maczka, Edward Siekiera, Wincenty Rajman), Chebzie i Nowy Bytom,
współczesne dzielnice Zabrza, które były w granicach Polski: Pawłów i Kończyce (wszystkie pozostałe były w granicach Niemiec),
Mysłowice (prezes Józef Kiera – restaurator, sekretarz Eryk Zawisz – sekretarz robotniczy i skarbnik Paweł Habryka – kupiec) i ich aktualne dzielnice Kosztowy i Krasowy,
Pszczyna wraz powiatem, czyli m.in. Ćwiklice, Łąka, Rudołtowice, Stara Wieś, Stara Kuźnia (zarząd koła Jan, Teodor i Stanisław Cipowie, Antoni Wawoczny, Stanisław Głęszczyk, Józef Sobota, Franciszek Mothaj i Ludwig Białas), Kobiór, Mikołów (dziś stolica odrębnego powiatu) oraz miejscowości współtworzące współczesny powiat bieruńsko-lędziński: Imielin (prezes Walenty Stolorz), Chełm Wielki, Lędziny, Nowy Bieruń (prezes koła Józef Gronkowski) i sąsiednie Czarnuchowice (lider Paweł Palka),
stolica Województwa Śląskiego – Katowice oraz ich współczesne dzielnice: Piotrowice (prezes koła Pająk), Kostuchna, Murcki, Roździeń (prezes koła Michałek) i Szopienice.
Związek Obrony Górnoślązaków przejął też dawne struktury Związku Górnoślązaków-Polaków. 22 lutego 1923 roku powstała filia Związku Górnoślązaków-Polaków w Lipinach (dziś dzielnica Świętochłowic) z zarządem: prezes Jan Dyrda, sekretarz Alfons Maniura, zastępca Jaworski, skarbnik Franciszek Kołodziej, 23 lutego utworzono filię ZGP w Lublińcu. W 1924 roku odbyły się wiece Związku Górnoślązaków-Polaków w Tychach, Radzionkowie i Starym Chechle oraz współzałożonej również przez Jana Kustosa – Partii Pracy w Katowicach i Łaziskach Górnych. W czerwcu 1925 roku odbyły się zebrania Związku Górnoślązaków-Polaków w Tychach (3.06) i Wodzisławiu (7.06). Równolegle także 7 czerwca powstały filie tego ugrupowania w Reptach i Tarnowicach Starych.